# Subprefecturas de Francia

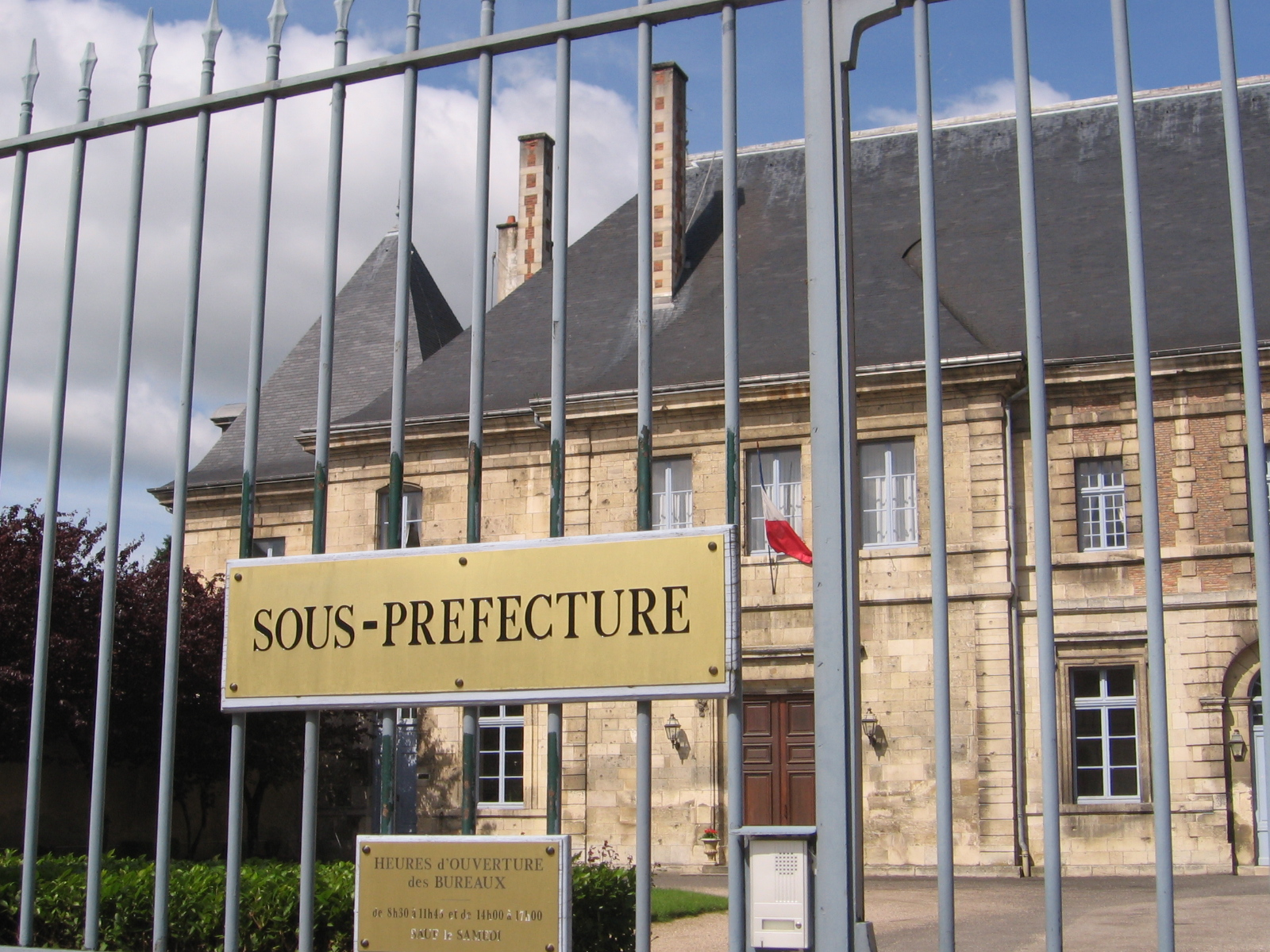
'Sous-préfecture' en Verdun.

En Francia, una subprefectura (en francés: sous-préfecture) es la capital de un arrondissement.
La palabra subprefectura designa igualmente el edificio en el que se encuentran las oficinas y despachos de la administración prefectoral, subordinada a la autoridad de un subprefecto (sous-préfect), ayudado de un secretario general (secrétaire général).
El arrondissement que tiene por capital la prefectura no tiene subprefectura. Es el secretario general de la prefectura (secrétaire général de la préfecture) el que hace la función de subprefecto para ese arrondissement.